# Мароко
Кралство Мароко е държава в Северозападна Африка. Покрай Атлантическия океан има дълга крайбрежна ивица, която през Гибралтарския проток достига до Средиземно море. На изток граничи с Алжир, на юг със Западна Сахара и Мавритания, а на север и запад с Атлантическия океан. На север граничи по суша с испанските анклави Сеута и Мелиля. Най-високият връх е висок 4165 м.

## География
Мароко граничи с Алжир на изток и югоизток, макар че границата между двете страни е затворена от 1994 насам. На запад страната има широк излаз на Атлантически океан. На север има излаз на Средиземно море и Гибралтарския проток, част от който контролира. На средиземноморското крайбрежие на страната са разположени испанските територии Сеута, Мелиля, Пеньон де Велес де ла Гомера, Алхусемас и Чафарински острови.

## История
Най-ранната засвидетелствана цивилизация на територията на днешно Мароко е т.нар. Капсийска култура, съществувала около 8000 г. пр. Христа. Тогава Магреб далеч не е бил толкова сух, колкото е днес, и климатът е бил благоприятен за развитието на човешките дейности.
През 12 век пр. Хр. в Мароко проникват финикийците и създават пристанища, които да снабдяват финикийските градове със сол и руда. По това време берберите вече са се установили в по-голямата част от Северна Африка. Доста след първите финикийски търговски Картаген установява добри търговски отношения с берберите. До 2 век пр. Хр. се образуват няколко берберски царства, които обаче остават в сянката на Картаген или Римската империя, често бивайки техни сателити. През 40 г. сл. Хр. римляните анексират по-голямата част от територията на днешно Мароко и формират провинцията Тингитанска Мавритания. Стотина години по-късно прониква християнството, а малко след него – юдаизма.
През 5 век сл. Хр. отслабналата Римска империя губи контрол върху провинцията. Следват нападения на вандали, вестготи и византийци. През 7 век пристигат арабите, а заедно с тях и ислямът. В следващите векове се формират няколко големи и мощни ислямски държави като Бергуата (744 – 1058), Царство Фес и Република Бу Регрег, но част от тях попадат под контрола на Омаядския и Абасидския халифати. Алауитската династия, която днес управлява Мароко, идва на власт през 1666 година.
Мароко не успява да избегне колонизацията и става протекторат на Франция през 1912, а части от днешната държава са под протекцията на Испания. Мароко получава независимост през 1956 година.

## Държавно устройство
Съгласно Конституцията от 1996 г., Мароко е монархия управлявана от крал. Крале на Мароко от 1956 г. са Мохамед V, синът му Хасан II и Мохамед VI от 30 юли 1999 г. Изпълнителната власт е осъществявана от правителство, назначавано от краля. Парламентът е съставен от две камари.

## Административно деление
До 2015 г. Мароко е разделен на 16 региона, които са подразделени на общо 62 префектури и провинции. След промяна на административното райониране през 2015 г. регионите стават 12.
Регионите до 2015 г. са:
| Шауя - Уардига Дукала - Абда Фес - Булман Гарб - Шрарда - Бени Хсен Голяма Казабланка Гелмин - Ес Семара Лааюн - Буждур - Сакиа Ел-Хамра Маракеш - Тенсифт - Ел-Ауз | Мекнес - Тафилалет Източен регион Уед Ед-Дахаб - Лагуира Рабат - Сале - Замур - Заер Сус - Масса - Драа Тадла - Азилал Танжер - Тетуан Таза - Ал-Хосейма - Таунат |

## Икономика
Мароко има относително свободна пазарна икономика, в която по-голямата част от собствеността е частна, но и значителна част от стратегическите сектори е собственост на държавата.
Селското стопанство е в процес на възстановяване след период на упадък през 90-те години. През 2009 г. то претърпява ръст от 20%. Ръстът на БВП през последните години е средно 5%. Мощта на икономиката идва през 60-70-те години на XX век, когато Мароко става член на Движението за деколонизация под влияние на социалистическите държави. Заедно с това инвестициите от западните държави се развиват отлично. Основни инвеститори, които изграждат Мароко през 70 – 80-те и 90-те години на XX век са Франция, Съветския съюз до 1991 г. и малка част Испания. Друг инвеститор са арабските държави като Обединените Арабски Емирства. До 1989 г. основни икономически партньори са и социалистическите държави от Европа. Най-много инвестиции дават СССР, България и Полша, на които кралството изнася главно фосфатна руда и сътрудничи в земеделието, но и изграждането на предприятия и предоставянето на технически специалисти от социалистическите държави в Мароко. Благодарение на сътрудничеството със социалистическите държави Мароко успява да избегне зависимостта си от западните държави и през 90-те години много руски бизнес компании наследяват съветското влияние в Кралството.
През годините до 2003 г. Мароко подкрепя Ирак. Благодарение на това контактите му със Саддам Хюсеин са големи, но от 1975 г. страната вече привлича и икономически инвестиции от САЩ и Западна Европа. Това, както и френската и руската подкрепа, позволяват на страната да бъде един от основните търговски центрове със свободен търговки стокообмен както на Запад така и на Изток. Войната в Ирак през 2003 г. не пречи на Мароко да провежда свободна икономическа линия. Въпреки че Мароко подкрепя арабската позиция на останалите арабски страни по палестинския, иракския и други проблеми, контактите с мощните икономически държави се реализират без проблеми. Мароко е кандидат за втори (след ОАЕ) световен търговски център на Арабските държави, развит е туризмът и услугите. Очакванията са, че световната икономическа криза няма да се отрази драстично на кралството.

## Население
Днес в Мароко преобладават арабите, но страната в миналото е населена с бербери, които представляват около 40% от жителите. Част от населението на юг е чернокожо; робството дълго време е съществувало в областите на оазисите. Има голяма еврейска общност, пуснала корени преди 2000 г., която масово емигрира към Израел и Франция при независимостта на Мароко.

## Транспорт
В Мароко има 1907 км железопътни линии, по които могат да се движат влакове със скорост до 160 км/ч.